# 中津幡站
中津幡站（日语：／ Naka-Tsubata eki */?）是位於石川縣河北郡津幡町字津幡二（ニ）505番，西日本旅客鐵道（JR西日本）的七尾線車站。
在此站至津幡站之間設有中性區。

## 歷史
- 1960年（昭和35年）2月10日 - 日本國有鐵道（國鐵）七尾線津幡站至本津幡站之間開設此站[1]。為旅客車站。
- 1972年（昭和47年）3月15日 - 成為無人車站。
- 1987年（昭和62年）4月1日 - 伴隨國鐵分割民營化，車站由西日本旅客鐵道（JR西日本）營運。
- 1988年（昭和63年）計劃把車站名稱改為「森林公園」，後來由於反對，因此回復原狀。（北國新聞1/29新聞）

## 車站構造
車站是一座地面車站，設有1面1線的單式月台。往七尾方向的列車會開啟左邊車門。
車站大樓內部十分簡單，只有一處閘口。此站是由七尾鐵道部管理的無人車站。此站設有自動售票機和定期車票確認用的機器。定期票乘客會在閉路電視下展示定期票後便可進入月台。在車站大樓旁設有男女共用的濕廁。

## 車站周邊
比起津幡站，此站較近津幡町中心。此站的使用人次比起較多班次的津幡站還要多。中津幡站周邊較多高等學校與中學，因此主要乘客為學生。
- 石川縣立津幡高等學校（日语：石川県立津幡高等学校）[1]
- 石川工業高等專門學校
- 津幡町立津幡小學
- 津幡町立津幡中學（日语：津幡町立津幡中学校）
- 津幡郵局（日语：津幡郵便局）
- 石川縣森林公園（日语：石川県森林公園）
- 津幡運動公園
- 國道159號（日语：国道159号）
- 津幡家鄉歷史館Rekisiru
- 奈田哮治家

## 使用狀況
根據「津幡町統計書」，以下列出近年1日平均乘車人次：
| 年度   | 1日平均 乘車人次 |
| ------ | ---------------- |
| 2001年 | 891              |
| 2002年 | 913              |
| 2003年 | 889              |
| 2004年 | 879              |
| 2005年 | 813              |
| 2006年 | 805              |
| 2007年 | 789              |
| 2008年 | 808              |
| 2009年 | 759              |
| 2010年 | 726              |
| 2011年 | 692              |
| 2012年 | 700              |
| 2013年 | 693              |
| 2014年 | 608              |
| 2015年 | 654              |
| 2016年 | 670              |
| 2017年 | 644              |
| 2018年 | 657              |

## 相鄰車站
西日本旅客鐵道
■七尾線
津幡－中津幡－本津幡

## 註腳
1. 1 2 3 4 5 6 7 8 9  . 週刊朝日百科. 43号 富山駅・高岡駅・和倉温泉駅ほか. 朝日新聞出版. 2013-06-16: 25 （日语）.

## 外部連結
- 中津幡｜車站資訊：JR出門網 - 西日本旅客鐵道（日語）